# Eragrostis speciosa
Eragrostis speciosa är en gräsart som först beskrevs av Johann Jakob Roemer och Schult., och fick sitt nu gällande namn av Ernst Gottlieb von Steudel. Eragrostis speciosa ingår i släktet kärleksgrässläktet, och familjen gräs. Inga underarter finns listade i Catalogue of Life.